# Ainiktozoon loganense
Ainiktozoon loganense es un enigmático organismo fósil del Silúrico descubierto en Escocia a finales del siglo XIX. Originalmente descrito como un cordado antiguo, estudios recientes sugieren que era en realidad un artrópodo, más precisamente un crustáceo tilacocefálo.
A. loganense es conocido a partir de varios especímenes de rocas silúricas (Grupo Ludlow) de Lesmahagow en Escocia.

## Etimología
El nombre genérico Ainiktozoon es Griego y significa "Animal enigmático", de la raíz αἰνικτός (aíniktós, "extraño, enigmático")